# Guðrún Karls Helgudóttir
Guðrún Karls Helgudóttir (* 27. April 1969 in Reykjavík) ist eine isländische evangelisch-lutherische Geistliche. Sie ist seit September 2024 Bischöfin der Isländischen Staatskirche.

## Leben
Guðrún Helgudóttir wurde in Reykjavík geboren, ihre Eltern sind Karl Magnús Kristjánsson und Helga Einarsdóttir. Sie wurde 1992 Studentin an der Polytechnischen Schule in Breiðholt und schloss im Herbst 1998 einen BA in Theologie an der Universität von Island ab. Im Jahr 2000 schloss sie  ihr Theologiestudium ab und betreute in der Folge Jugendliche in Árbæjar. Bei der zweiten Runde der isländischen Bischofswahlen am 7. Mai 2024 erhielt sie mit 1.060 Stimmen bzw. 52,19 % die meisten Stimmen. Sie wurde am 1. September 2024 in  das Amt der Bischöfin der Isländischen Staatskirche eingeführt.
Sie ist mit Einar Örn Sveinbjörnsson verheiratet, sie haben zwei Töchter und zwei Enkelinnen.